# 船越英之
船越 英之（ふなこし ひでゆき、1962年 - ）は、日本のアニメーター、キャラクターデザイナー。埼玉県在住。大阪芸術大学芸術学部映像計画学科卒。

## 来歴
NHK放送のみんなのうたのような、動画と音楽をシンクロさせたアニメーションを造りたかったのが、アニメーション業界入りのきっかけである。在学中から自主制作で、アニメーションフィルムを造っていた。
1985年、亜細亜堂入社、オーナー社長のアニメ作家芝山努が、テレビドラマ『気まぐれ天使』のオープニングアニメや『まんが日本昔ばなし』などの、イラストレーションに傾向したアニメが好評な事が、同社入社のきっかけと思われる。
1990年、テレビアニメ『ちびまる子ちゃん』のエンディングアニメを、湯浅政明などと手がけ、頭角を現す。
船越等が手がけた軽快なアニメは評判となり、エンディング「おどるポンポコリン」をミリオンセラーにのし上げた。
その後、カヒミ・カリィの「ハミングがきこえる」などの、『ちびまる子ちゃん』歴代オープニング・エンディングや、劇場用ちびまる子ちゃん「わたしの好きな歌」「ちいさなおばけ　アッチ・コッチ・ソッチ」など、音楽とのシンクロが冴えるアニメを数多く手がけた。
作画監督からキャラクターデザインまでマルチにこなす。癖の強い絵を描く原作者の作品が多いが、非常に洗練されたデザインに変えてアニメートしている。

## 参加作品

### テレビアニメ
-
- アッチ・コッチ・ソッチ
- ドラえもん

1987年
- あんみつ姫（原画）

1988年
- 燃える!お兄さん（原画）

1990年-
- ちびまる子ちゃん（総作画監督→キャラクターデザイン・作画監督・原画）

1993年-
- 忍たま乱太郎（作画監督・原画）

1994年
- とっても!ラッキーマン（-1995年、作画監督）

1997年
- さくらももこ劇場 コジコジ（-1999年、画面構成・キャラクターデザイン）

2000年
- ニャニがニャンだーニャンダーかめん（-2001年、総作画監督）

2001年
- フルーツバスケット（原画）

2004年
- かいけつゾロリ（-2005年、キャラクターデザイン・総作画監督）

2005年
- まじめにふまじめ かいけつゾロリ（-2007年、キャラクターデザイン）

2007年
- 英國戀物語エマ 第二幕（原画）

2009年
- クプ〜!!まめゴマ!（作画監督）

2014年
- テンカイナイト（作画監督）
- トライブクルクル（-2015年、オープニング原画・原画）

2018年
- 新幹線変形ロボ シンカリオン（作画監督）

2020年
- もっと!まじめにふまじめ かいけつゾロリ（キャラクターデザイン）

2021年
- もっと!まじめにふまじめ かいけつゾロリ（第2シリーズ、キャラクターデザイン）

2022年
- もっと!まじめにふまじめ かいけつゾロリ（第3シリーズ、キャラクターデザイン）

### 劇場映画
1986年
- タッチ2 さよならの贈り物（動画）

1989年
- ドラえもん のび太の日本誕生（原画）

1990年
- ちびまる子ちゃん 大野君と杉山君（オープニングアニメーション）

1991年
- ドラえもん のび太のドラビアンナイト（原画）

1992年
- ちびまる子ちゃん わたしの好きな歌（音楽パート）

1993年
- ドラえもん のび太とブリキの迷宮（原画）

1994年
- ドラえもん のび太と夢幻三剣士（原画）

1996年
- ドラえもん のび太と銀河超特急（原画）
- 映画 忍たま乱太郎（OPアニメーション）

1999年
- ドラえもん のび太の宇宙漂流記（OP原画）

2000年
- ドラえもん のび太の太陽王伝説（OP原画）

2001年
- ドラえもん のび太と翼の勇者たち（原画）

2002年
- ドラえもん のび太とロボット王国（原画）
- 劇場版 とっとこハム太郎 ハムハムハムージャ! 幻のプリンセス（原画）

2004年
- ドラえもん のび太のワンニャン時空伝（原画）

2006年
- まじめにふまじめ かいけつゾロリ なぞのお宝大さくせん（キャラクターデザイン）

2010年
- おまえうまそうだな（作画監督・原画）

2011年
- 劇場版アニメ 忍たま乱太郎 忍術学園 全員出動!の段（演出・作画監督（ミュージカルシーン））

2012年
- マジック・ツリーハウス（原画）
- まじめにふまじめ かいけつゾロリ だ・だ・だ・だいぼうけん!（キャラクターデザイン・総作画監督）

2014年
- まじめにふまじめ かいけつゾロリ まもるぜ!きょうりゅうのたまご（キャラクターデザイン・総作画監督）

2015年
- ちびまる子ちゃん イタリアから来た少年（キャラクターデザイン・オープニング絵コンテ・演出・作画監督・原画）
- まじめにふまじめ かいけつゾロリ うちゅうの勇者たち（キャラクターデザイン・作画監督）

### OVA
- 魔女でもステディ（1986年、動画）
- きまぐれオレンジ☆ロード もぎたてスペシャル（1989年、原画）
- アニメ落語館（1992年、キャラクターデザイン・作画監督・作画）
- 藤子・F・不二雄SF短編シアター 宇宙船製造法（1991年、原画）
- Spirit of Wonder チャイナさんの縮小（2001年、原画）

### Webアニメ
- かいけつゾロリと水のおひめさま（2022年、キャラクターデザイン）